# 요시나리 친왕
요시나리 친왕(良成親王, よしなりしんのう／ながなり ―)은 일본 난보쿠초 시대(南北朝時代)에서 무로마치 시대(室町時代) 초기에 걸쳐 활약하였던 남조(南朝)측의 왕족이다.
근세 일본의 남조 계도에 따르면 고무라카미 천황(後村上天皇)의 제7황자로 어머니는 오치노 이에히데(越智家栄)의 딸인 레이제이노 쓰보네(冷泉局, 신다이켄몬인 레이제이新待賢門院冷泉)라고 되어 있으나, 당대 사료에서는 요시나리 친왕의 이름이 보이지 않기 때문에 친왕의 실재 자체를 의심하는 설도 적지 않다. 그러나 정서장군궁(征西将軍宮) 가네요시 친왕(懐良親王, 고다이고 천황의 황자)의 뒤를 이어 규슈 남군(九州南軍)을 지휘했던 후정서장군궁(後征西将軍宮, のちのせいせいしょうぐんのみや)은 요시나리 친왕으로 비정하는 것이 일본 학계의 통설로 달리 이렇다 할 이설도 존재하지 않기에(후술) 본 항목에서는 후정서장군궁의 사적을 친왕의 그것으로 간주하여 기술한다.

## 경력
쇼헤이(正平) 21년/조지(貞治) 5년(1366년) 무렵에 몇 세의 나이에 규슈(九州) 정서부(征西府, 다자이후)로 내려왔다. 친왕선하(親王宣下)를 받은 뒤에 쇼헤이 24년/오안(応安) 2년(1369년) 12월 이요(伊予)의 고노 미치나오(河野通直)의 요청으로 잠시 소유 영지 소송의 처리 등의 령국 경영을 맡았다. 이러한 정토행(征討行)은 시코쿠(四国)의 간레이(管領) 호소카와 요리유키(細川頼之)의 상경(1367년) 이후 미치나오가 세력을 넓힘에 따라 정서부가 세토 내해(瀬戸内海)의 동쪽 상경 루트를 확보하기 위한 계획이었다고 한다. 분주(文中) 3년/오안 7년(1374년) 겨울에는 정서부(隈部城에 소재하였다)로 돌아가, 숙부 가네요시 친왕(懐良親王)으로부터 정서장군의 자리를 양도받았다.

### 히젠 니나후치 전투
덴주(天授) 2년/에이와(永和) 2년(1376년) 여름에 친왕은 기쿠치 가가마루(菊池賀々丸, 훗날의 다케오키武興 ・ 다케토모武朝)에게 옹립되어 히젠(肥前)의 고쿠후(国府)가 있던 오늘날의 사가 시(佐賀市)로 출진하였고, 이곳에서 막부측의 이마가와 사다요(今川貞世, 了俊)의 군과 대치하였으나 교전에까지 이르지는 않았으며, 이 사이 아소 씨(阿蘇氏)에 대해 영지(令旨)를 발급하여 위급한 상황에 대비하도록 하였다. 양군의 대치는 그대로 해를 넘겼으며 덴주 3년/에이와 3년(1377년) 1월에 고쿠후 부근인 지후(千布) ・ 니나후치(蜷打)에서 일전을 벌였다(히젠 니나후치 전투肥前蜷打の戦い). 친왕을 받들고 있던 기쿠치 군세는 일족을 거느리고 분전하였으나 결국 대패하고 다수의 전사자를 냈으며, 정서부의 쇠퇴는 거의 확실해졌다. 화를 피한 친왕과 기쿠치 가가마루는 지쿠고(筑後)를 넘어 구마베 성으로 퇴각하였으나 이마가와 군은 이를 추격하여 히고로 침입하였고, 나아가 8월에는 진제이 합전(鎮西合戦)에서 승리한 기세를 타고 구마베 성에 있는 정서부 본진에 대한 공격을 기도하였다. 덴주 4년/에이와 4년(1378년) 9월 친왕은 다케오키에게 옹립되어 다쿠마바루(託麻原, 구마모토 시 동부)에서 다시 한 번 이마가와 군세와 일전을 벌였다(다쿠마바루 전투託麻原の合戦). 기쿠치 군세는 일시 고전하며 다케오키도 부상을 입었으나, 친왕 자신이 진두지휘하여 적진으로 돌격하였고 이에 고무된 기쿠치군의 분전으로 마침내 이마가와 군세는 패주하였다. 이는 남조측이 승리를 거둔 마지막 전투였으며, 정서부의 위세도 길게 이어지지는 못하였다.

### 정서부 천도
다쿠마바루에서 패전한 이마가와 나카아키(今川仲秋)는 덴주 5년/고랴쿠(康暦) 원년(1379년) 6월 이후 히고(肥後)로 침입해 각지 성들을 공격하고, 덴추 6년/고랴쿠 2년(1380년) 기쿠치를 따르던 18개 외성(外城)으로의 통로를 차단하여 군량 반입을 막고 먼거리에서부터 포위하는 전략을 폈다. 친왕을 받드는 기쿠치 씨는 구마베 성에서 농성을 이어갔지만 고와(弘和) 원년/에이토쿠(永徳) 원년(1381년) 6월 나카아키의 야습으로 다케오키의 본거지 구마베 성과 친왕의 처소였던 센도 성(染土城)이 다 함께 함락되었다. 친왕은 다케오키를 데리고 긴푸 산(金峰山) 산중의 「다케」(たけ, 구마모토 시 가와치노마치타케河内町岳)으로 정서부를 옮겼다. 당시 남조측은 이미 쇠망의 기색이 짙었고, 새로 정서부를 옮긴 「다케」에서도 막부측의 공격을 피할 수 없는 비운 속에 가네요시 친왕과 요시나리 친왕 사이에, 그리고 기쿠치 씨와의 사이에 내홍이 벌어지기까지 했다. 그러나 고와 3년/에이토쿠 3년(1383년) 4월 이마가와측의 사가라 사키요리(相良前頼)가 귀순하고 히고 남부의 남조측 군세가 갑작스럽게 회복되어 세력을 키웠으며, 겐츄(元中) 원년/지토쿠(至徳) 원년(1384년) 무렵에는 우토 씨(宇土氏)와 가와시리 씨(河尻氏)의 원조를 받아 우토(구마모토 현 우토시)로 정서부를 옮겼다. 겐주 2년/지토쿠 2년(1385년) 1월 시마즈 씨(島津氏)와 사키요리 사이의 화목이 이어지고 2월 오스미(大隅)의 네지메 씨(禰寝氏)도 귀순하고, 남부 규슈의 여러 무사 집안이 차례로 이마가와측에서 이반하였다. 한편 친왕은 그 해 2월에 사키요리의 군공을 포상하고 그를 히젠 슈고(守護)에 임명하였다.

### 우토, 야시로 함락
료슌은 이를 우려하고 겐추 3년/지토쿠 3년(1386년) 여름부터 우토 ・ 가와시리 두 성으로의 공격을 감행하였다. 료슌이 구모다(隈牟田) ・ 아카야마(赤山) 등의 여러 성들을 공격하고 있는 가운데 사키요리는 다마(球磨) 방면에서 반격을 가하여 정서부의 위기를 구하고 겐추 4년/지토쿠 4년(1387년) 7월 친왕(병부경친왕兵部卿親王)은 그 군공을 포상한다. 이후 몇 년 동안 양군 사이에는 별다른 움직임이 보이지 않았고, 정서부는 짧은 평안을 맞이하였으나 그 사이에 아소 씨 ・ 나와 씨와의 연합을 굳히고 멀리 지쿠고(筑後)의 고조 씨(五條氏)와도 연계하며 재흥 기회를 엿보았던 것으로 보인다. 그러나 이마가와 사다오미(今川貞臣)가 아버지 료슌의 명으로 남조측 공략을 전적으로 도맡게 되면서 겐추 7년/메이토쿠 원년(1390년 9월 히젠 후카보리 씨(深堀氏) 등의 원군을 이끌고 우토 ・ 가와시리 두 성을 함락시켰다. 친왕은 다케토모와 함께 나와 아키오키(名和顕興)를 의지하여 야시로(八代)로 달아나 다카다(高田, 구마모토 현 야시로 시 奈良木町宮園)으로 정서부를 옮겼다. 그러나 겐추 8년/메이토쿠 2년(1391년) 사다오미는 이를 뒤쫓아 남쪽으로 내려와 야시로 지역의 여러 성들에 대한 공략을 개시하였다. 아키오키는 이를 막고 전전하였으나 전황 불리를 감당해내지 못하고 9월에 친왕은 하는 수 없이 이마가와 군과의 화친을 맺고 야시로 성도 함락되기에 이르렀다. 이 무렵 다케토모는 행방을 감추었다.

### 남북조 합일의 종언
야시로 함락 이후 남은 남조측 근거지는 야베(矢部, 지금의 일본 후쿠오카 현 八女市 야베 촌) 뿐이었다. 그 해 10월에 지쿠고 슈고 오토모 지카요(大友親世) 등이 료슌의 명으로 야베에 쳐들어 왔고, 고조 요리하루(五條頼治)가 이를 막아 싸워서 퇴각시키고 친왕이 이 군공을 포상하였다. 한편 중앙에서는 겐추 9년/메이토쿠 3년(1392년) 10월, 남북조 합일(南北朝合一)의 화의(메이토쿠 화약明徳の和約)가 성립되어, 남조의 고카메야마 천황(後亀山天皇)은 북조의 고코마쓰 천황(後小松天皇)에게 삼종신기를 넘겨주고 57년에 걸친 남조의 역사는 막을 내리게 되었다. 이 소식이 언제 규슈에 전해졌는지 알 길은 없지만 친왕이 이후로도 거듭 정서부의 재흥을 기도하고 있었던 것은 영지에서 남조 연호인 「겐추」를 계속 사용하고 있는 것에서 알 수 있다. 구체적으로는 겐추 10년/메이토쿠 4년(1393년) 2월 아소 고레마사(阿蘇惟政)에게 거병을 재촉하고 휴가(日向) ・ 분고(豊後) 두 구니의 슈고(守護) 및 히고 야시로 ・ 도요타(豊田) 두 장원을 포상으로 약속하였으며, 겐추 11년/오에이(応永) 원년(1394년) 12월 요리하루의 아들에게 자신의 이름 한 글자를 딴 요시시게(良量)라는 이름을 하사하고 지쿠젠 아소 씨 일족의 대를 잇게 하였으며 고조 씨를 격발시킨 사실이 있다. 겐추 12년/오에이 2년(1395년) 10월에 오토모 씨 일족이라는 자가 야베로 쳐들어왔는데, 요리하루 ・ 기쿠치 씨가 활약하여 이를 격퇴하였다. 친왕은 그 해 20일자로 그 군공을 포상한다는 내용으로 요시시게 앞으로 자필 감장(感状)을 보냈고 그때 따로 작성한 문서에서 친왕이 당시 야베 오소마(大杣) 땅에 은거하고 있었던 것이 판명되었다. 그러나 이것이 친왕의 소식을 알려주는 마지막 기록으로, 얼마 되지 않아 요시나리 친왕은 30대 중반 무렵의 나이로 서거한 것으로 추정된다.
요시나리 친왕에게 처자가 있었는지도 알 수 없으나, 친왕의 자손이 히고 메라 산(米良山)으로 들어 갔다는 설이 있다.

## 묘소
요시나리 친왕의 묘는 야메 시(八女市) 야베 촌(矢部村)의 北矢部字 오소바(御側)에 있는 어령사적(御霊舎跡)이라는 전승이 있고, 1878년(메이지 11년) 5월에 일본 궁내성에 의해 정식으로 요시나리 친왕의 묘소로 인정되었다. 오소바(御側)는 오소마(大杣)라는 이름의 와전으로 알려져 있으며, 오늘날까지도 龍顔峰 ・ 三倉 ・ 王谷尻 ・ 公卿坂 ・ 見参平 등의 소자(小字)가 남아 있다고 한다.
친왕의 기일인 10월 8일에는 해마다 묘소 앞에서 구게우타(公卿唄)나 우라야스노마이(浦安の舞)가 봉납되고는 한다.

## 후정서장군궁에 대한 비정

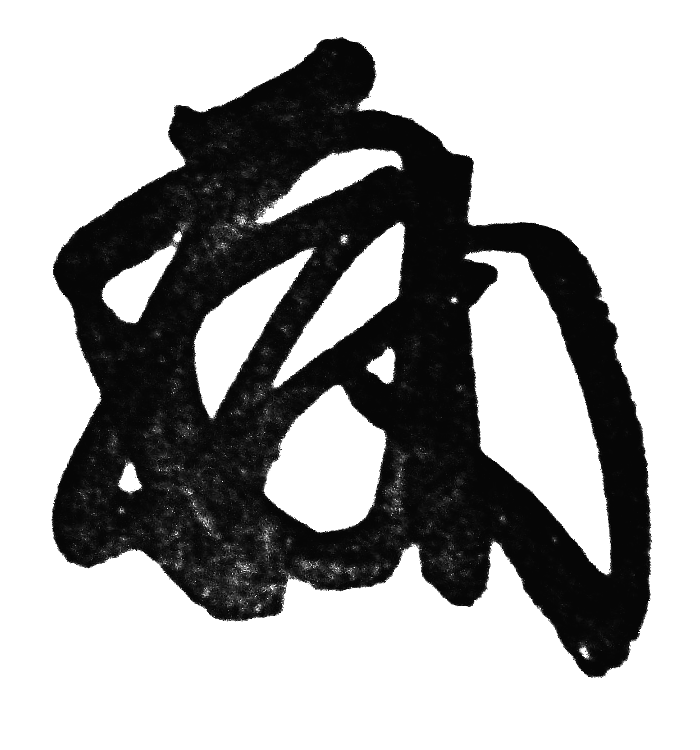
요시나리 친왕의 화압(수결).

일반적으로 요시나리 친왕으로 비정되는 후정서장군궁이지만 당대 사료에서는 「장군궁」(将軍宮)으로 불리고 있을 뿐 휘를 명기한 확실한 사료는 없다.
후정서장군궁이 누구인가에 대한 비정을 놓고 근세 일본에서는 고무라카미 천황의 제4황자였던 야스나리 친왕(泰成親王)으로 비정하는 것이 주류였는데, 井沢長秀（『菊池伝記』）를 필두로 八木田政名（『新撰事蹟通考』）・船曳鉄門・樋口真幸（『後征西大将軍考』） 및 규슈의 학자들은 이 설을 답습하였다. 이에 대해 요시나리 친왕이 후정서장군궁이라고 주장하는 설을 강하게 피력한 것이 히고(肥後) 구마모토 번(熊本藩)의 번의(藩医)였던 다나카 모토카쓰(田中元勝)였다. 그는 저서 『정서대장군궁보』(征西大将軍宮譜, 『肥後文献叢書6』에 실렸다)에서 야스나리 친왕이 후정서장군궁이라고 하는 설은 그가 다자이노소치(大宰帥)를 지냈던 전력에서 추측한 망설일 뿐이며, 『고본제왕계도』(古本帝王系図)에 「진서궁」(鎮西宮)으로써 등장하는 요시나리 친왕이야말로 진정한 후정서장군궁이라 주장하였다. 이 설은 간 마사토모(菅政友)의 『南山皇胤譜』나 후지타 아키라(藤田明)의 『정서장군궁』(征西将軍宮)에서 확정적으로 계승되었으며, 오늘날까지 일본 사학계의 통설로 남아 있다.
메이지 시대의 학자 야시로 구니지(八代国治)에 따르면 『고본제왕계도』는 에도 시대인 겐로쿠(元禄) 연간의 위작으로 신뢰성이 떨어진다고 하며 나카무라 나오카쓰(中村直勝)에 따르면 요시나리를 고무라카미 천황의 황자가 아니라 정서장군궁 가네요시 친왕의 적자로 추정하는 견해도 있기는 하지만, 고와(弘和) 4년(1384년)의 『기쿠치 다케토모 신장』(菊池武朝申状)에 「将軍宮御事、被受正平之勅裁、為故大王御代官」라는 문구가 있어서, 이를 통하여 장군궁이 고무라카미 천황의 황자라는 것은 확인할 수 있다. 다만 그 휘는 앞서 언급한 바와 같이 사료가 남아 있지 않으며 야스나리 이하 다른 고무라카미 천황의 여러 황자들에 대해서도 그들이 규슈로 낙향해 왔다는 자취가 확인되는 자료가 없기 때문에 소거법적으로 기존의 요시나리 친왕설도 통설로써 채용되고 있는 실정이다.